# Río Lison
El río Lison es un corto río de Francia, un afluente del río Loue por la izquierda que discurre por el departamento de Doubs . Nace en el municipio de Nans-sous-Sainte-Anne y desemboca en Châtillon-sur-Lison tras un recorrido de 25 km.
Está sujeto a crecidas brutales y su caudal irregular hace que sea menos rico en insectos que el Loue. Pese a ello tiene atractivo para la pesca deportiva, sobre todo en Sarraz y Alaise en la orilla izquierda, y Eternoz en la derecha.